# Cheickna Doumbia
Cheickna Doumbia (Bamako, 14 giugno 2003) è un calciatore maliano, attaccante del Khor Fakkan in prestito dallo Shabab Al-Ahli.

## Carriera

### Club
Doumbia è cresciuto nel settore giovanili del Black Stars, che ha lasciato nel 2021 per passare all'Shabab Al-Ahli. Ha debuttato il 30 aprile 2022 nell'incontro di UAE Pro League perso 1-0 contro l'Al-Ain.

### Nazionale
Ha giocato nella nazionale maliana Under-23.
Nel 2024 è stato convocato dalla nazionale olimpica maliana per partecipare ai Giochi della XXXIII Olimpiade.

## Statistiche

### Presenze e reti nei club
Statistiche aggiornate al 24 luglio 2024.
| Stagione        | Squadra         | Campionato      | Campionato | Campionato | Coppe nazionali | Coppe nazionali | Coppe nazionali | Coppe continentali | Coppe continentali | Coppe continentali | Altre coppe | Altre coppe | Altre coppe | Totale | Totale | Totale |
| Stagione        | Squadra         | Comp            | Pres       | Reti       | Comp            | Pres            | Reti            | Comp               | Pres               | Reti               | Comp        | Pres        | Reti        | Pres   | Reti   |        |
| --------------- | --------------- | --------------- | ---------- | ---------- | --------------- | --------------- | --------------- | ------------------ | ------------------ | ------------------ | ----------- | ----------- | ----------- | ------ | ------ | ------ |
| 2021-2022       | Shabab Al-Ahli  | PL              | 6          | 1          | CPA+CdL         | 0+0             | 0+0             |                    | -                  | -                  |             | -           | -           | 6      | 1      |        |
| 2022-2023       | Shabab Al-Ahli  | PL              | 15         | 2          | CPA+CdL         | 2+2             | 0+1             |                    | -                  | -                  |             | -           | -           | 19     | 2      |        |
| 2023-2024       | Shabab Al-Ahli  | PL              | 3          | 0          | CPA+CdL         | 0+0             | 0+0             |                    | -                  | -                  |             | -           | -           | 3      | 0      |        |
| 2024-2025       | Khor Fakkan     | PL              | 12         | 4          | CPA+CdL         | 1+1             | 0+0             |                    | -                  | -                  |             | -           | -           | 14     | 4      |        |
| Totale carriera | Totale carriera | Totale carriera | 36         | 7          |                 | 6               | 1               |                    | -                  | -                  |             | -           | -           | 42     | 8      |        |